# Erlösausgleich
Der Erlösausgleich ist ein Fachbegriff aus der deutschen Krankenhausfinanzierung. Er wird in § 4 KHEntgG behandelt.
Im Zuge der Abgeltung der erbrachten Leistungen von Krankenhäusern werden zwischen den Krankenkassen und dem jeweiligen Krankenhaus prospektiv (das heißt im Voraus) Budgets vereinbart. Dabei kommt es meistens dazu, dass die vereinbarte Leistungsmenge (in Anzahl, Schweregrad (siehe CMI) oder Art der Leistung) nicht mit der vorher verhandelten Menge übereinstimmt. Für die daraus erzielten Minder- oder Mehrerlöse wird ein Mehr- bzw. Minder-Erlösausgleich fällig. Das heißt, dass dem Krankenhaus nur anteilig die zu viel, beziehungsweise zu wenig erbrachten Mengen vergütet, beziehungsweise abgezogen werden. Dies geschieht aus der Überlegung heraus, dass mit den zwischen den Krankenkassen und den Krankenhäusern vereinbarten Budgets sowohl die variablen Kosten als auch die Fixkosten (ohne Investitionen) abgedeckt sein sollen. Ein Erlösausgleich soll demnach nur die variablen Kosten des Krankenhauses berücksichtigen, sodass die Krankenkassen dem Krankenhaus auch nur die entstandenen variablen Kosten gutschreiben (beim Mehrerlösausgleich), beziehungsweise die nicht entstandenen variablen Kosten abziehen (beim Mindererlösausgleich).
Neben diesen Erlösausgleichen auf Grund der tatsächlich erbrachten Leistungen eines Krankenhauses gibt es die oft sehr umfangreich und stets jährlich hausindividuell zu berechnenden Zahlbetragsausgleiche. Durch diese Ausgleiche wird sichergestellt, dass die Einnahmen eines Krankenhauses, welches aus verschiedensten Gründen ggf. nur Entgelte in vorläufigen Abschlagszahlungshöhen erhalten hat, im Nachhinein die Differenz zu den tatsächlich anzusetzen gewesenen Erlöshöhen über die jährlichen Zahlbeträge des Folgejahres bzw. der Folgejahre erhält.